# Винклер, Ханс Гюнтер
Ханс Гюнтер Винклер (нем. Hans Günter Winkler; 24 июля 1926[…], Бармен — 9 июля 2018[…], Варендорф, Северный Рейн-Вестфалия) — немецкий спортсмен-конник, пятикратный олимпийский чемпион, чемпион мира и Европы.

## Карьера

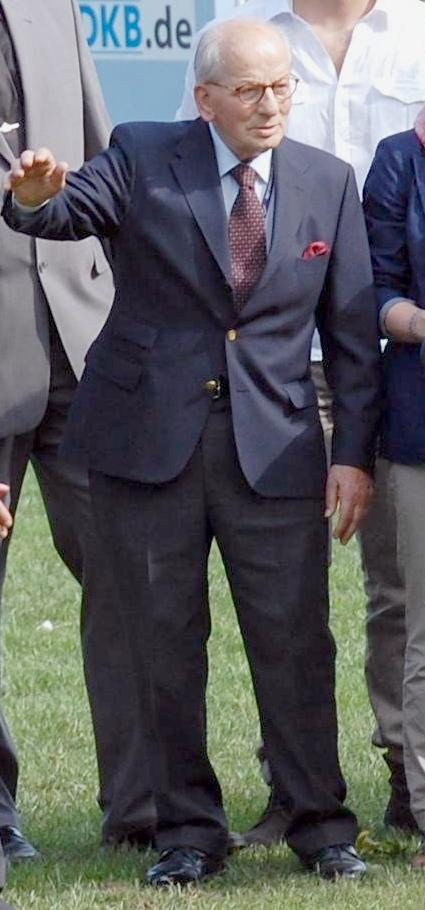
Винклер на соревновании по конкуру и выездке в Гамбурге. 2012 год

В 1950-х и 1960-х годах Винклер был одним из самых популярных спортсменов Германии. Он выиграл свой первый чемпионат Германии в 1952 году, был одним из фаворитов Олимпийских Игр 1956.
Пропустив Олимпиаду в Мельбурне (ограничения разрешения поездки лошадей и конников из-за жесткого карантина на ввоз животных), Винклер впервые участвовал на Олимпийских играх 1956 года. В первом раунде соревновании Винклер потянул мышцу паха в предпоследнем препятствии, после того как его лошадь рано оторвалась и бросила его из седла. Несмотря на боль, Винклер решил выйти в третьем раунде, поскольку без него немецкая команда была бы отстранена от соревнований. Несмотря на то, что ему дали транквилизаторы, для Винклера выездка была трудной и болезненной. Любые обезболивающие, которые могли уменьшить боль для создания достаточно удобного положения в седле, могли также уменьшить его умственные способности, и поэтому ему дали только чёрный кофе перед выездкой в попытке помочь уменьшить его головокружение и диплопию. Однако его лошадь Халла (нем. Halla) под управлением Винклера прекрасно прошла всю трассу. За этот прекрасный проход сборная Германии удостоилась золота.
Винклер выиграл пять золотых медалей в конкуре (четыре из них в командном конкуре) между 1956 и 1972 годами и серебряную медаль в 1976 году. Он один из самых успешных немецких спортсменов-олимпийцев, второй после Райнера Климке по выигранными золотыми медалям в конном спорте в составе сборной Германии. Он удостоился звания спортсмена года в 1955-м и 1956-м годах. В 1986 году Винклер закончил карьеру в конном спорте. С тех пор издал множество книг и в 1991 году открыл спортивную маркетинговую фирму HGW-Marketinggesellschaft, производящую в основном амуницию для конного спорта. Винклер также член Немецкой конной федерации по конкуру и селекционер олимпийской сборной Германии 2000 года по конному спорту.
Ханс Гюнтер Винклер обладатель федерального ордена Германии, приза немецких СМИ Бэмби (нем. Bambi) и награды лучшего наездника конкура в 2002 году.

## Результаты
- Олимпийские игры
  - 1956 Стокгольм: чемпион в командном и личном конкуре с лошадью Халла
  - 1960 Рим: чемпион в командном конкуре. 5-е место в личном конкуре с лошадью Халла
  - 1964 Токио: чемпион в командном конкуре. 16-е место в личном конкуре с лошадью Фиделитас
  - 1968 Мехико: бронзовый призёр в командном конкуре. 5-е место в личном конкуре с лошадью Энигк
  - 1972 Мюнхен: чемпион в командном конкуре с лошадью Торфи
  - 1976 Монреаль: серебряный призёр в командном конкуре. 10-е место в личном конкуре с лошадью Торфи
- Чемпионат мира
  - 1954 Мадрид: чемпион в личном конкуре с лошадью Халла
  - 1955 Аахен: чемпион в личном конкуре с лошадью Халла/ Ориент
- Чемпионат Европы
  - 1957 Роттердам: чемпион в личном конкуре с лошадью Сонненгланц
  - 1958 Аахен: бронзовый призёр в личном конкуре с лошадью Халла
  - 1961 Аахен: бронзовый призёр в личном конкуре с лошадью Романус
  - 1962 Лондон: серебряный призёр в личном конкуре с лошадью Романус
  - 1969 Хикстед: бронзовый призёр в личном конкуре с лошадью Энигк
- Другие
  - Пятикратный чемпион Германии (1952, 1953, 1954, 1955, 1959)